# 田丸雅智
田丸 雅智（たまる まさとも、1987年12月22日 - ）は日本の小説家、ショートショート作家。

## 経歴・人物
愛媛県松山市生まれ。3歳下の弟との2人兄弟。松山市立みどり小学校、松山市立三津浜中学校、愛媛県立松山東高等学校、東京大学工学部システム創成学科卒業。東京大学大学院工学系研究科修士課程修了。大学院では材料力学を専攻した。
星新一が「唯一の後継者」とした江坂遊が認めた作家である。ただし、作風は星新一とは大きく異なり、江坂遊の流れを汲む。
現代ショートショートの第一人者で、お笑い芸人のピース・又吉直樹や女優の中嶋朋子らが絶賛していることでも知られる。
自分の作家としてのルーツは故郷の三津浜にあると語っており、代表作の「海酒」（『海色の壜』収録）は三津浜が舞台になっている。

## 作家としての歩み
2011年12月『物語のルミナリエ』に「桜」が掲載されデビュー。2012年3月には、江坂が選考委員の「樹立社ショートショートコンテスト」で「海酒」が最優秀賞受賞。以降、現代ショートショートの第一人者として、ショートショートを専門にして執筆活動を行っている。
2016年に作品「海酒」がピース・又吉直樹主演により短編映画化され、カンヌ国際映画祭など多数の映画祭で上映された。
2018年、NHK1.5ch「宇宙ショートショート絵巻」が第21回文化庁メディア芸術祭「エンターテインメント部門」で審査委員会推薦作品を受賞。
2019年、「世にも奇妙な物語 ’19雨の特別編」で『夢巻』収録の「大根侍」がテレビドラマ化。女子高生が主人公となり、主演は浜辺美波、小手伸也。
2020年には「SWITCHインタビュー達人達」、「情熱大陸」に出演するなど、メディア出演も増えた。
2021年度からは、中学1年生の国語教科書（教育出版）に書き下ろしの小説作品「桜蝶」2作が掲載。
2021年には、WOWOWオリジナルドラマ ショートショート劇場「こころのフフフ」の原案を担当。
2021年1月に開始したFM愛媛「コトバノまほう」では番組パーソナリティーを務める。ゲストには、俵万智、ジャルジャル、林家たい平など。

## 活動
作品の執筆にとどまらず、様々な活動を行っている。

### ショートショートの書き方講座
小学生からシニアまで幅広い層を対象に、様々な場所でショートショートの書き方講座を開催している。延べ参加者は2万人以上。文学賞の受賞者や、プロの作家も多数輩出。
田丸式メソッドのワークシートは公式サイトにて無料公開されている。
また、創作体験を通して更生につなげてほしいと、各地の少年院でも講座を開催している。
講座の内容は、2020年度からの小学４年生の国語教科書（教育出版）に採用。
企業においても、広報部門から研究開発部門までを対象にしたイノベーションメソッド「ショートショート発想法」を提供。
老人ホームでは脳トレのために講座を開催。
2021年には、英会話教室にて英語での講座を開催したり、中国人の日本語学習者を対象にしたオンライン講座を開催したりするなど、外国語や海外での講座も開催。

### 即興ライブ
「ショートショートの書き方講座」で使用している田丸式メソッドを用い、ゲストと一緒にその場で短い作品を書き上げる「即興ライブ」を開催している。ピース・又吉直樹、フルーツポンチ・村上健志、もえのあずきなど、多数参加。
また、角田陽一郎プロデュースのもと、お笑い芸人をゲストに迎えた「ショートショート即興ショー」も開催。

### 審査員
2015年11月、自らが発起人となり、ショートショート大賞 （主催：キノブックス）を設立。審査員長も務めている。
第15回 坊っちゃん文学賞で新設された「ショートショート部門」の審査員長も務める。同賞は第16回よりショートショートに特化した賞にリニューアルし、継続して審査員長を務めている。
2021年からは、町田市在住・在学の小・中・高校生を対象にした「ことばらんどショートショートコンクール」の審査員長に就任。

### その他
ゲームブック「じゃれ本」を用い、遊びながら連作でショートショートを書く講座を実施。
2017年より、400字を上限にしたショートショートの投稿プラットフォーム「ショートショートガーデン」を立ち上げ、運営を行っている。
2021年にnote社の監修のもと、おもちゃクリエーターの高橋晋平とカードゲーム「ショートショートnote」を共同開発。

## 編著書

### 著書
- 夢巻（2014年、出版芸術社）のち双葉文庫（解説 クリープハイプ・尾崎世界観）
- 海色の壜（2014年、出版芸術社）のち双葉文庫
- 家族スクランブル（2015年、小学館）のち文庫（解説 フルーツポンチ・村上健志）
- ショートショート・マルシェ（2015年、光文社文庫）（解説 大森望）
- 日替わりオフィス（2015年、幻冬舎）のち幻冬舎文庫（解説 オカヤイズミ）
- ショートショート診療所（2016年、キノブックス）のち「ショートショートクリニック」へ改題してキノブックス文庫（巻末対談 EXILE橘ケンチ）
- ショートショート千夜一夜（2016年、小学館）のち小学館文庫（解説 しりあがり寿）
- Ｅ高生の奇妙な日常（2016年、角川春樹事務所）
- ショートショート列車（2016年、キノブックス）のち光文社文庫（巻末対談 白濱亜嵐）
- インスタント・ジャーニー（2017年、実業之日本社）のち「ふしぎの旅人」へ改題して実業之日本社文庫（解説 せきしろ）
- ショートショート・BAR（2017年、光文社）のち「ショートショートBAR」へ改題して光文社文庫（巻末対談 大原さやか）
- 芸能人ショートショート・コレクション（2017年、角川春樹事務所）
- 俳句でつくる小説工房（2017年、堀本裕樹共著、双葉社）
- ショートショート美術館（2018年、太田忠司共著、文藝春秋）
- オバペディア（2019年、潮出版）
- マタタビ町は猫びより（2019年、辰巳出版）

#### おとぎカンパニーシリーズ
- おとぎカンパニー（2018年、光文社）
- おとぎカンパニー 日本昔ばなし編（2019年、光文社）
- おとぎカンパニー 妖怪編（2020年、光文社）
- おとぎカンパニー モンスター編（2021年、光文社）
- 遅刻する食パン少女（2022年、光文社）
- 白線以外、踏んだらアウト（2024年、光文社）

### 児童書
- 珍種ハンターウネリン先生（2015年、学研、児童書）
- じいちゃんの鉄工所（2016年、静山社）
- ヘンな生き物研究所のビックリ結末。（2019年、学研）
- やがらす魔道具店と黒い結末（2020年、学研）
- 転校生 ポチ崎ポチ夫（2020年、小学館）
- コトダマ!（1） 絶体絶命! クグツとの戦い（2021年、ポプラ社）
- ミラクルへんてこ小学生　ポチ崎ポチ夫（2021年、小学館）
- コトダマ!（2）: 新たな出会いと強敵襲来!（2022年、ポプラ社）

### 実用書
- たった40分で誰でも必ず小説が書ける 超ショートショート講座（2015年、キノブックス）
- こども小説教室（2018年、キノブックス）
- 増補新装版 たった40分で誰でも必ず小説が書ける 超ショートショート講座（2020年、WAVE出版）
- ショートショート とってもふしぎな創作ドリル（2020年、かんき出版）
- ショートショートでひらめく文章教室（2021年、河出書房新社）

### 編纂
- ショートショートの缶詰（2016年、キノブックス）
- 未来製作所（2018年、幻冬舎）

### 寄稿・収録
- 「桜」 - 『異形コレクション48 物語のルミナリエ』井上雅彦/編、光文社文庫 2011年12月
- 「グラス」 - 『ショートショートの花束 4』阿刀田高/編、講談社文庫 2012年4月 (初出は『小説現代』2009年4月号)
- 「副業」,「蜻蛉玉」 - 『5分後に意外な結末 3 (白い恐怖)』学研 2013年12月
- 「ポケットのあいつ」,「釣り」 - 『5分後に意外な結末 4 (黒いユーモア)』学研 2014年1月
- 「試練」 - 『5分後に意外な結末 5 (黄色い悲喜劇)』学研 2014年1月
- 「ホーム列車」 - 『ジェイ・ノベル』2014年12月号 実業之日本社 → 後に『年刊日本SF傑作選 折り紙衛星の伝説』創元SF文庫 2015年6月 へ再録
- 「E高生の奇妙な日常」 - 『短篇ベストコレクション2015』日本文藝家協会/編、徳間文庫 2015年6月 → 後に『謎の放課後 学校の七不思議』大森望/編、角川文庫 2015年8月 へ再録
- 「泥酒」 - 『SF宝石 : 2015』光文社 2015年8月
- 「桜蝶」 - 『伝え合う言葉 中学国語1』教育出版 2021年1月
- 「骨なし」 - 『超短編！ 大どんでん返し』小学館文庫 2021年2月